# Abablemma
Abablemma là một chi bướm đêm thuộc họ Erebidae. Chúng được mô tả đầu tiên bởi Nye vào năm 1910.

## Các loài
- Abablemma bilineata (Barnes & McDunnough, 1916) Texas
- Abablemma brimleyana (Dyar, 1914) North Carolina
- Abablemma discipuncta (Hampson, 1910) Panama
- Abablemma duomaculata (Barnes & Benjamin, 1925)
- Abablemma grandimacula (Schaus, 1911) Costa Rica
- Abablemma ulopus (Dyar, 1914) Panama